# اورنایر
اورنایر (که فقط به عنوان ارمنی باستان گواهی داده شده‌است، اورنایر Uṙnayr) سومین پادشاه اشکانی آلبانی قفقاز از حدود ۳۵۰ تا ۳۷۵ بود.  او جانشین واچه یکم (حک. ۳۳۶–۳۵۰).

## زندگی‌نامه

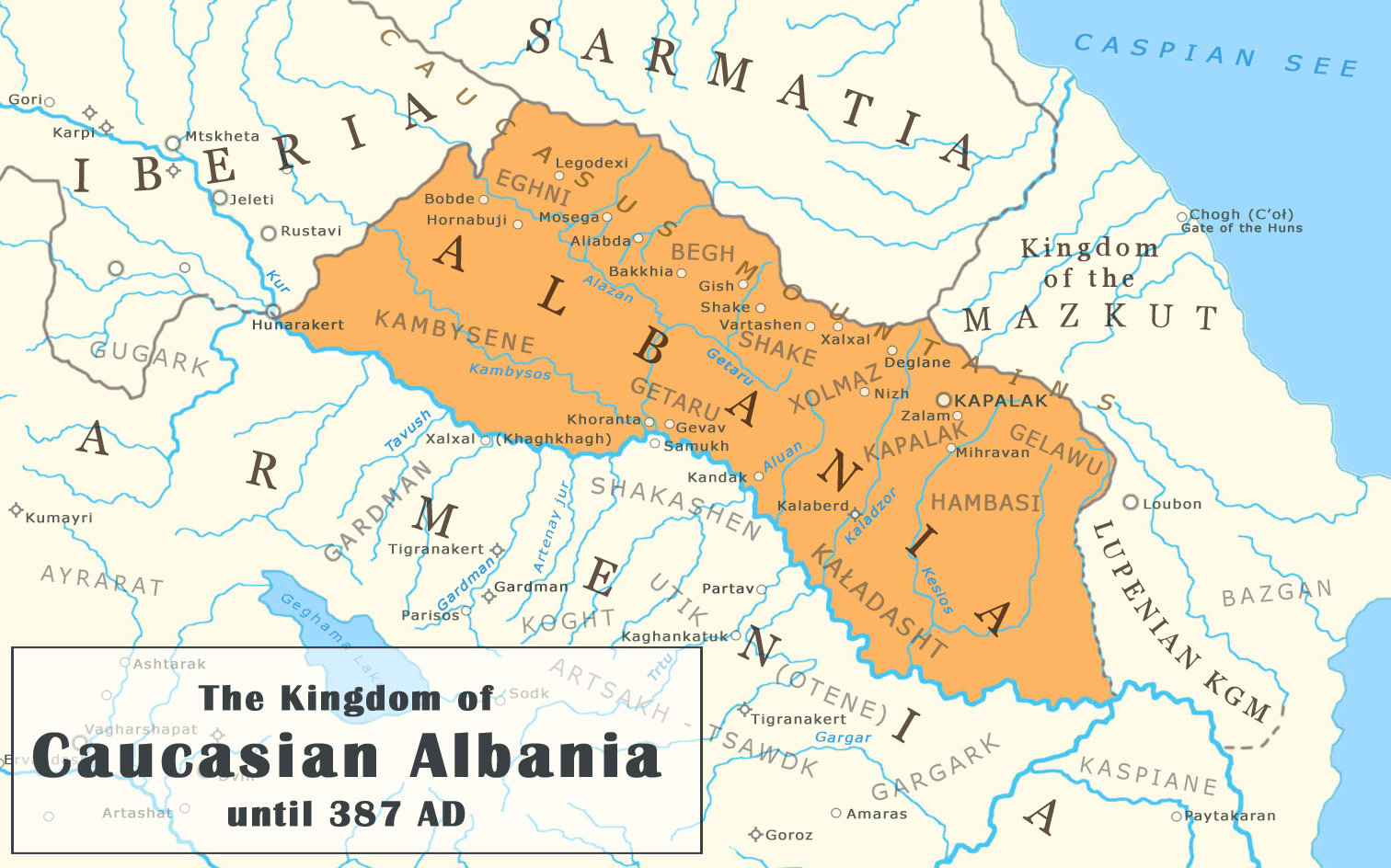
نقشه آلبانی قفقاز

عهدنامه نصیبین در سال ۲۹۹ بین شاهنشاه ساسانی (شاهنشاه) نرسه (حک. ۲۹۳–۳۰۳) و دیوکلتیانوس امپراتور روم برای ساسانیان که بخش‌های عظیمی از قلمرو خود از جمله پادشاهی‌های قفقاز ارمنستان و ایبریا را به آنها واگذار کرد، به‌خاطر فاجعه‌باری پایان یافت.  ساسانیان نزدیک به ۴۰ سال در امور سیاسی قفقاز شرکت نکردند. 
مورتزعلی گاجیف، مورخ مدرن، استدلال می‌کند که در این دوره بود که اشکانیان سلطنت آلبانی را به دست آوردند، با منصوب شدن به عنوان نیابتی از سوی رومیان برای به دست آوردن کنترل کامل بر قفقاز.  در دهه ۳۳۰ ایران تجدید قوا دوباره وارد صحنه سیاسی قفقاز شد و پادشاه آلبانیایی اشکانی واچگان اول (یا واچه اول) را وادار کرد تا به فرمانروایی ساسانیان تمکین کند.  اورنایر که مادرش شاهزاده خانم ساسانی بود، روابط خوبی با شاهنشاه ساسانی شاپور دوم (حک. 309–379)، دخترش را به عقد او درآوردند.  اسواگن، پادشاه آلبانیایی آرشایی بعدی (حک. ۴۱۵–۴۴۰) به احتمال زیاد پسر آنها بود.  اورنیر در نبرد بغروند (۳۷۲) در کنار شاپور دوم جنگید و در آنجا توسط سردار ارمنی موشغ یکم مامیکونیان مجروح شد و او را نجات داد.   هنگامی که اورنیر به آلبانی بازگشت، پیامی برای مشق فرستاد و از او برای نجات جانش تشکر کرد و همچنین او را از حمله غافلگیرانه ای که شاپور دوم برنامه‌ریزی کرده بود، مطلع کرد. اورنیر توسط واچاگان دوم در ح. 375. 
طبق یک افسانه، اورنیر در سال ۳۱۳ به لطف تلاش تیرداد سوم ارمنستان و گریگور روشنگر، مسیحیت را به عنوان دین دولتی آلبانی قفقاز پذیرفت. با این حال، محققان ولفگانگ شولزه، زازا الکسیدزه و یوست گیپرت استدلال کردند که با توجه به حرفه سیاسی اورنایر و همچنین معاصر بودن او با پاپ ارمنستان، این امر بعید است. به احتمال زیاد این افزوده بعدی به سنت است؛ بنابراین شرایط تبدیل او راز است.

## کتابشناسی

### آثار باستانی
- فاستوس بیزانسی، تاریخ ارامنه.

### آثار مدرن
- Chaumont, M. L. (1985). "Albania". Encyclopaedia Iranica, Vol. I, Fasc. 8. pp. 806–810.
- Gadjiev, Murtazali (2020). "The Chronology of the Arsacid Albanians". Gorgias Press: 29–35. {{cite journal}}: Cite journal requires |journal= (help)